# N’ My Neighborhood
N' My Neighborhood – piąty studyjny album amerykańskiego rapera MC Eihta. Został wydany 20 czerwca, 2000 roku nakładem wytwórni Hoo-Bangin’ Records i Priority Records.

## Lista utworów
| #  | Tytuł                                             | Kompozytorzy                                           | Producent                           |
| -- | ------------------------------------------------- | ------------------------------------------------------ | ----------------------------------- |
| 1  | "Intro"                                           |                                                        |                                     |
| 2  | "Git Money" (featuring Techniec & Tha Chill)      | A. Tyler, D. Williams, V. Johnson, T. Allen            | D.J. Slip for 1/2 Ounce             |
| 3  | "Tha Hood is Mine" (featuring Mack 10 & Techniec) | A. Tyler, D. Rollison, D. Williams, K. Cross, W. Moore | Mr. Caviar & Overdose for Ft. Knoxx |
| 4  | "From Yo Hood 2 My Hood"                          | A. Tyler, T. Green                                     | Young Tre' for Hoodstas N' Crime    |
| 5  | "Till I Die" (featuring Mack 10)                  | A. Tyler, D. Rollison, K. Cross, W. Moore              | Mr. Caviar & Overdose for Ft. Knoxx |
| 6  | "Hold Up" (featuring Soultre)                     | A. Tyler, T. Green                                     | Young Tre' for Hoodstas N' Crime    |
| 7  | "So Ruff"                                         | A. Tyler, T. Green                                     | Young Tre' for Hoodstas N' Crime    |
| 8  | "All Around the Hood" (featuring Boom Bam)        | A. Tyler, G. Heisser, R. Garner                        | Binky Mack for Binky Beats          |
| 9  | "Must Be Murder"                                  | A. Tyler, N. Steele                                    | MC Eiht & Raw Steele for 1/2 Ounce  |
| 10 | "Lunatic"                                         | A. Tyler, T. Green                                     | Young Tre' for Hoodstas N' Crime    |
| 11 | "Hood Ratz"                                       | A. Tyler, N. Steele                                    | MC Eiht & Raw Steele for 1/2 Ounce  |
| 12 | "Once Upon a Time N' the Ghetto"                  | A. Tyler, T. Green                                     | Young Tre' for Hoodstas N' Crime    |

## Historia notowań
| Notowanie (1999)                      | Pozycja |
| ------------------------------------- | ------- |
| U.S. Billboard 200                    | 95      |
| U.S. Billboard Top R&B/Hip-Hop Albums | 23      |